# Caterina Boratto
Pour les articles homonymes, voir Boratto.
Caterina Boratto est une actrice italienne, née à Turin le 15 mars 1915, et morte à Rome le 14 septembre 2010.

## Biographie
Née à Turin en 1915, Caterina Boratto a étudié la musique dans l'école de sa ville natale afin de devenir chanteuse. Elle est remarquée par Guido Brignone et fait ses débuts au cinéma en 1937 dans L'Accident (Vivere!) , avec Tito Schipa. Grâce au succès de ce film, elle devient une star des comédies dites « des téléphones blancs », et a également décroché un contrat de sept ans avec la Metro-Goldwyn-Mayer, qui a finalement été dissous en raison de la Seconde Guerre mondiale,. 
En 1943, Boratto a perdu deux frères, le partisan Renato et le soldat Filiberto, morts lors du massacre de la division Acqui. En 1944, elle épouse un médecin, Armando Ceratto, avec qui elle a deux enfants. Hormis un film en 1951, elle reste inactive pendant vingt ans avant d'accepter deux rôles clés dans Huit et demi et Juliette des esprits de Federico Fellini. À partir de la seconde moitié des années 1960, elle réapparaît dans les films  et  à partir de la fin des années 1970, elle est également active à la télévision,.
Caterina Boratto est  morte à Rome le 14 septembre 2010 à l'âge de 95 ans.

## Filmographie partielle
- 1937 : L'Accident (Vivere!) de Guido Brignone.
- 1937 : Marcella de Guido Brignone
- 1938 : Chi è più felice di me! de Giudo Brignone
- 1938 : Hanno rapito un uomo de Gennaro Righelli
- 1939 : I figli del marchese Lucera de Amleto Palermi
- 1942 : Le Roman d'un jeune homme pauvre (Romanzo di un giovane povero) de Guido Brignone
- 1943 : Campo de' Fiori de Mario Bonnard
- 1951 : Trahison (Il tradimento), de Riccardo Freda : Clara Vanzelli
- 1963 : Huit et demi (Otto e mezzo), de Federico Fellini : La femme mystérieuse
- 1968 : Danger : Diabolik ! (Diabolik), de Mario Bava : Lady Clark
- 1965 : Juliette des esprits (Giulietta degli spiriti), de Federico Fellini : La mère de Giulietta
- 1966 : Scusi, lei è favorevole o contrario?, d'Alberto Sordi : Agnès Frustalupi
- 1966 : Moi, moi, moi et les autres (Io, io, io... e gli altri) d'Alessandro Blasetti
- 1967 : L'Homme à la Ferrari (Il Tigre), de Dino Risi : Della
- 1967 : Pronto... c'è una certa Giuliana per te de Massimo Franciosa
- 1969 : La Religieuse de Monza (La Monaca di Monza), d'Eriprando Visconti : Sœur Francesca Imbersaga
- 1969 : Un château en enfer (Castle Keep), de Sydney Pollack : La Reine rouge
- 1972 : Les Proxénètes (Ettore lo fusto) d'Enzo G. Castellari : Hécube
- 1975 : Le orme de Luigi Bazzoni
- 1976 : Salò ou les 120 Journées de Sodome (Salò o le 120 giornate di Sodoma), de Pier Paolo Pasolini : Madame Castelli
- 1978 : Dernier Amour (Primo amore), de Dino Risi : Lucy
- 1979 : La Diablesse (Sensività), d'Enzo G. Castellari : Kira
- 1982 : La Nuit de Varennes (Il mondo nuovo), d'Ettore Scola : Mme Faustine
- 1985 : Mes chers amis 3 (Amici miei atto III), de Nanni Loy : Amalia Pecci Bonetti
- 1988 : Le Tueur de la pleine lune (Un delitto poco comune) de Ruggero Deodato
- 1988 : Lo zio indegno de Franco Brusati
- 1992 : Once Upon a Crime... de Eugene Levy